# HD 170680
HD 170680，又名BD-18 4988，SAO 161564、HR 6944，是一颗恒星，视星等为5.14，位于銀經14.3，銀緯-4.03，其B1900.0坐标为赤經18h 25m 34.7s，赤緯-18° -4.03′ 16″。